# おもろさうし
『おもろさうし』（おもろそうし）は、琉球王国尚清王（第二尚氏第4代）時代の嘉靖10年（1531年）から尚豊王代の天啓3年（1623年）にかけて首里王府によって編纂された歌集。歌を意味する「おもろ」は「思い」と同源の語で、そのルーツは祭祀における祝詞だったと考えられており、「そうし」を漢字表記すれば「草紙」となる。全22巻。

## 形態
主にひらがなで書かれ、わずかだが漢字も混じる。短いものは2行から、長いものは40行に及ぶ韻文で、盛んに対句を用いており、これら祝詞（うむい）は琉歌の源流と考えられている。また今日では使用していない琉球古語が多く含まれている。

## 内容
王・高級神女・勇者・詩人・航海者をたたえ、風景・天象・戦争・神話について歌われている。わずかではあるが恋愛を歌ったものもある。全二十二巻の主な内容は以下の通りだが、編纂時期が不連続で、嘉靖10年（1531年）に巻一が編纂されてから約70年間編纂が途絶えており、琉球侵攻後の万暦41年（1613年）になって巻二が、十年後の天啓3年（1623年）に残りの二十巻が編纂されている。
1. きこゑ大きみがおもろ 首里王府の御さうし 嘉靖十年
2. 中城越来おもろ 首里王府の御さうし 万暦四十一年五月廿八日
3. きこゑ大きみかなし おもろ御さうし 天啓三年癸亥三月七日
4. あおりやゑさすかさの おもろ御さうし 天啓三年癸亥三月七日
5. 首里天きやすへあんじおそいがなし 首里おもろの御さうし 天啓三年癸亥三月七日
6. 首里大君せんきみ君がなし もゝとふみあがりきみの つんしのおもろ御さうし 天啓三年癸亥三月七日
7. 首里天きやすへあんじおそいがなし はひのおもろ御さうし 天啓三年癸亥三月七日
8. 首里天きやすへあんじおそいがなし おもろねやがりあかいんこが おもろ御さうし 天啓三年癸亥三月七日
9. 首里天きやすへあんじおそいがなし いろ／＼のこねりおもろ御双紙 天啓三年癸亥三月七日
10. ありきゑとのおもろ御さうし 天啓三年癸亥三月七日
11. 首里ゑとのおもろ御さうし 天啓三年癸亥三月七日
12. いろ／＼のあすびおもろ御さうし 天啓三年癸亥三月七日
13. 舩ゑとのおもろ御さうし 天啓三年癸亥三月七日
14. いろ／＼のゑさおもろ御さうし 天啓三年癸亥三月七日
15. 首里天きやすへあんじおそいがなし うらおそいきたたんよんたむざおもろの御さうし 天啓三年癸亥三月七日
16. 首里天きやすへあんじおそいがなし 勝連具志川おもろの御さうし 天啓三年癸亥三月七日
17. 恩納より上のおもろ御さうし
18. 首里天きやすへあんじおそいがなし 志ま中おもろ御さうし 天啓三年癸亥三月七日
19. ちゑねんさしきはなぐすくおもろ御さうし 天啓三年癸亥三月七日
20. こめすおもろの御さうし 天啓三年癸亥三月七日
21. くめの二ま切おもろ御さうし 天啓三年癸亥三月七日
22. みおやたいりおもろ御さうし

※「／＼」=繰り返し記号

## おもろさうしと源平伝説
おもろさうし第14巻にあるこの歌は、今帰仁勢理客の神女アケシノが、本部半島嘉津宇岳から通り雨を降らせて鎧を濡らし、運天小港に到着した日本の軍勢に（撤退させるための）士気を下げる呪いをかけた、というものである。
これは古くから為朝伝説に関連付けられ、それを歌ったものであるという解釈を生んだ。伊波普猷は当初この解釈を取ったが、のちに室町時代中期以降に来航した日本の武士または倭寇であるとした。原田信男も沖縄交易で琉球に来航していた武士（倭寇を含む）を謡ったと解すべきとしている。一方、鳥越憲三郎は下記の文献で、慶長１４年４月１日に運天港に上陸した樺山久高が率いる薩摩軍と推定した。
一方で、『玉葉』寿永3年（1184年）二月十九日条に「伝聞、平氏帰住讃岐八島（中略）又維盛卿三十艘許相卒指南海去了云々（屋島から維盛卿が三十艘ばかりを率いて南海に立ち去ったそうだ）」とあることから、源平合戦での一ノ谷の戦いの前後に平維盛が南海へ逃亡し、運天港にたどり着いたという説が立てられている。沖縄での平家の落人伝承は西表島にまで存在することから、その関連を強調するものである。「やしろ」とは通説で京都（山城国）を指すとされ、これが京から逃亡した平家の公達を言ったものだという説もある。ただし、おもろさうしでの「やまと」と「やしろ」は日本を取り上げた場合に定番の対句であり、慶長14年（1609年）薩摩藩の琉球侵攻を歌ったおもろでも使用されている。

## 史料価値
首里王府が1531年、1613年、1623年の3回に渡って集録した総計1554首（一部重複あり）の歌謡を収めている。琉球王国の民俗の実態をうかがうことのできる数少ない第一級の史料のひとつである。伊波普猷から始まる沖縄学は、その黎明期においてこの解読、翻訳を中心とした。本書の解読から、主に琉球王国における祭祀の様子や祭政一致体制の実態の手がかりを多くつかむことができた。現在では全訳が3種類存在する（鳥越1968、外間2000、清水2003、2004）が、解読法が必ずしも確定されていないため、まだ解釈の定まらない点も多い（乾2016）。もとより首里王家に受け継がれたものであったが、1709年の首里城火災で焼失、再編される。現存するものは書写を幾度か重ねたものであるため「あか之こ」を「あかいんこ」とするなどの誤記が見られる。沖縄戦によりアメリカに流出、1958年に「混効験集」らと共に当時の琉球政府に返還された。沖縄復帰後の1973年6月6日に国の重要文化財（書跡・典籍）に指定され、現在は沖縄県が所有し、沖縄県立博物館・美術館に保管されている。